# 第27回ゴールデンラズベリー賞
第27回ゴールデンラズベリー賞は、2006年度ゴールデンラズベリー賞の受賞およびノミネート一覧。
受賞作品は第79回アカデミー賞授賞式前日の2007年2月24日に発表された。

## 受賞とノミネートの一覧
受賞は太字、それ以外はノミネートである。

### 最低作品賞
- 氷の微笑2[1]
- ブラッドレイン
- レディ・イン・ザ・ウォーター
- 最凶赤ちゃん計画
- ウィッカーマン

### 最低男優賞
- ティム・アレン - ウォルト・ディズニーのサンタクローズ3/クリスマス大決戦!、シャギー・ドッグ、キャプテン・ズーム
- ニコラス・ケイジ - ウィッカーマン
- ラリー・ザ・ケーブル・ガイ - Larry the Cable Guy: Health Inspector
- ロブ・シュナイダー - がんばれ!ベンチウォーマーズ、最凶赤ちゃん計画
- マーロン・ウェイアンズ & ショーン・ウェイアンズ - 最凶赤ちゃん計画

### 最低女優賞
- ヒラリー・ダフ & ヘイリー・ダフ - マテリアル・シスターズ
- リンジー・ローハン - ラッキー・ガール
- クリスタナ・ローケン - ブラッドレイン
- ジェシカ・シンプソン - Employee of the Month
- シャロン・ストーン - 氷の微笑2

### 最低助演男優賞
- ダニー・デヴィート - ライトアップ! イルミネーション大戦争
- ベン・キングズレー - ブラッドレイン
- M・ナイト・シャマラン - レディ・イン・ザ・ウォーター
- マーティン・ショート - ウォルト・ディズニーのサンタクローズ3/クリスマス大決戦!
- デヴィッド・シューリス - オーメン 、氷の微笑2

### 最低助演女優賞
- ケイト・ボスワース - スーパーマン リターンズ
- クリスティン・チェノウェス - ピンクパンサー、RV、ライトアップ! イルミネーション大戦争
- カルメン・エレクトラ - 最'愛'絶叫計画、最終絶叫計画4
- ジェニー・マッカーシー - モテる男のコロし方
- ミシェル・ロドリゲス - ブラッドレイン

### 最低スクリーンカップル賞
- ティム・アレン & マーティン・ショート - ウォルト・ディズニーのサンタクローズ3/クリスマス大決戦!
- ニコラス・ケイジ & 彼のクマのスーツ - ウィッカーマン
- ヒラリー & ヘイリー・ダフ - マテリアル・シスターズ
- シャロン・ストーンのふぞろいな胸たち - 氷の微笑2
- ショーン・ウェイアンズ & ケリー・ワシントン、もしくはマーロン・ウェイアンズ - 最凶赤ちゃん計画

### 最低リメイク及び盗作賞
- 最凶赤ちゃん計画（バッグス・バニー"Baby Buggy Bunny"(1954) のパクリとして）
- ピンクパンサー
- ポセイドン
- シャギー・ドッグ
- ウィッカーマン

### 最低序章・続編賞
- 氷の微笑2
- ビッグママ・ハウス2
- ガーフィールド2
- ウォルト・ディズニーのサンタクローズ3/クリスマス大決戦!
- テキサス・チェーンソー ビギニング

### 最低監督賞
- ウーヴェ・ボル - ブラッドレイン
- マイケル・ケイトン＝ジョーンズ - 氷の微笑2
- ロン・ハワード - ダ・ヴィンチ・コード
- M・ナイト・シャマラン - レディ・イン・ザ・ウォーター
- キーネン・アイヴォリー・ウェイアンズ - 最凶赤ちゃん計画

### 最低脚本賞
- 氷の微笑2 - レオラ・バリッシュ、ヘンリー・ビーン、キャラクター考案：ジョー・エスターハス
- ブラッドレイン - グィネヴィア・ターナー、原作：ゲーム『ブラッドレイン』
- レディ・イン・ザ・ウォーター - M・ナイト・シャマラン
- 最凶赤ちゃん計画 - キーネン・アイヴォリー・ウェイアンズ、マーロン・ウェイアンズ、ショーン・ウェイアンズ
- ウィッカーマン - ニール・ラビュート

### ファミリー映画と宣った最低作品賞
- ライトアップ! イルミネーション大戦争
- ガーフィールド2
- RV
- ウォルト・ディズニーのサンタクローズ3/クリスマス大決戦!
- シャギー・ドッグ

## タイトル別受賞数
氷の微笑2
4受賞 / 7ノミネート
最低作品賞、最低主演女優賞、最低続編賞、最低脚本賞
最凶赤ちゃん計画
3受賞 / 7ノミネート
最低主演男優賞、最低リメイク及び盗作賞、最低スクリーンカップル賞
レディ・イン・ザ・ウォーター
2受賞 / 4ノミネート
最低助演男優賞、最低監督賞
ブラッドレイン
0受賞 / 6ノミネート
ウィッカーマン
0受賞 / 5ノミネート
ウォルト・ディズニーのサンタクローズ3/クリスマス大決戦!
0受賞 / 5ノミネート